# ウエストランド ウエストミンスター
ウエストランド ウエストミンスター
試作初号機のG-APLE。1958年ファーンボローにて
- 用途：重クレーン・ヘリコプター
- 製造者：ウエストランド・エアクラフト
- 初飛行：1958年6月15日
- 生産数：2機
- 運用状況：試作のみ

ウエストランド ウエストミンスター（英: Westland Westminster）は、1950年代の英国のウエストランド・エアクラフト社で開発された大型貨物ヘリコプターである。本機は2基のガスタービン エンジンを搭載し5枚ブレードの主ローターと初期には剥き出しの後に羽布で覆われた鋼管フレーム製の胴体を持っていた。設計と製造は政府の援助を受けないプライベートベンチャーとして行われたがウエストランド・エアクラフト社が競合するヘリコプター製造会社を傘下に収め、その社の先進的な計画を手中にした時点でウエストミンスターの開発は中止された。

## 開発
ウエストミンスターは 1950年代を通してターボシャフトエンジン装備の重クレーン・ヘリコプターを造り上げようと努力してきたウエストランド・エアクラフト社（ウエストランド社）の最初の成果であった。ウエストランド社の計画にはローター先端に3基のアームストロング・シドレー サファイア エンジンを装着した450座席の兵員輸送用のW90型まであった。
1954年にウエストランド社は民間市場向けにターボシャフト エンジン搭載のシコルスキー S-56のライセンス生産をするための調査を行った。同社はこの提案に対して軍需省が援助してくれるものと見込んでいたがこれは当てが外れた。1958年6月にウエストランド社はシコルスキー・エアクラフト社（シコルスキー社）とS-56の主ローター、ギアボックス、テールローター、トランスミッション、操縦系統を含むライセンス生産権の取得に合意した。政府の冷淡な態度が続く一方でウェストランド社は、S-56の関連技術を使用するが動力源には2基のネイピア イーランド（Napier Eland）ターボシャフト エンジンを使用する重クレーン・ヘリコプターの設計をプライベートベンチャーとして進めることに決定した。当時、ウエストランド社はエセックスの開発に傾注しておりウエストミンスターの開発は細々と行わざるをえなかった。
当初は40座席の短距離民間輸送機と15,000 lbの吊り下げ能力を持つフライングクレーンの2機種の派生型が構想されており、1956年3月にウエストランド社は鋼管スペースフレーム（space frame）構造の胴体に操縦席、エンジン、降着装置を取り付けた飛行可能な試験機材として最初の試作機を製造する決定を下した。製造価格を廉価に抑えることに重点が置かれたため可能な限りウエストランド ホワールウインドやブリストル フレイターのような機体からの既製部品を流用が図られた。この試作機は1958年2月に完成し通常の静止試験や機器試験、エンジン稼動試験や約20時間の"地上繋留"でのエンジン試験が実施された後の6月15日に初飛行が行われた。試験飛行では顕著な振動を示した結果、試作2号機にはシコルスキー S-64から流用した6枚ブレードの主ローターへの換装を含む様々な設計変更が施された。いったん法令で定められた10時間の飛行をして、この最初のウエストミンスターにはG-APLEの登録記号が付され、試作2号機の製造が始まった。
この時期に海軍本部はウエストミンスターの計画がエセックスの開発を遅延させていると感じ始めた。これは単なる幻想でしかなかったが、この大型機にとっては縁起の悪い予兆でもあった。暫くの間作業は続けられG-APLE機のスペースフレームは表面をポリエチレンテレフタラート羽布で覆われた木製の流線型の外殻で囲われて主ローターは実験用の6枚ブレードのものに換装された。
試作2号機はG-APTXの登録記号が付され1959年9月4日に初飛行を行った。飛行テストは続けられたが、英国のヘリコプター製造業界は流動的な状態で、サンダース・ロー社、ブリストル社、フェアリー社のヘリコプター部門の全事業をウエストランド社の下で合併させている最中であった。この過程でウエストランド社は2機種のウエストミンスターの潜在的ライバル、ブリストル 194とフェアリー ロートダイン（ジャイロダイン型式）を抱え込むことになった。ロートダインは既に飛行しており政府出資の計画でもあった。合理的な判断が下されウエストミンスターの開発は1960年9月に凍結された。
2機の試作機は廃棄された。シコルスキー社から供給された部品は関税を課されないように取り外されて送り返され、機体は廃機処分の後に売却された。

## 性能･主要諸元
（ウエストミンスター）
Westland Aircraft since 1915
- 乗員：2名（+2名を計画）
- 搭載量：（乗客40名を計画）
- 全長：27.40 m[2] (89 ft 10 in)
- 全高：6.43 m (21 ft 1 in)
- 主回転翼直径：21.95 m[2] (72 ft)
- 円板面積：378.2 m² (4,069 ft²)
- 円板荷重：
- 空虚重量：10,125 kg[2] (22,322 lb)
- 最大離陸重量：14,965 kg[2] (32,922 lb)
- 馬力荷重：
- 発動機：2 × ネイピア イーランド（Napier Eland）E220 ターボシャフト エンジン、2,920 shp (2,178 kW)
- 超過禁止速度：155 mph=M0.11 (135 knots)
- 巡航速度：115 mph=M0.08 (100 knots)、量産型では130 knotsを計画
- 航続距離：120 mi (104 nm) 量産型での計画値
- 上昇率：1,750 ft/min (8.9 m/s)、量産型では2,000 ft/min (10.2 m/s)を計画